# Eburia pedestris
Eburia pedestris är en skalbaggsart som beskrevs av White 1853. Eburia pedestris ingår i släktet Eburia och familjen långhorningar.
Artens utbredningsområde är:
- Belize.
- Guatemala.
- Honduras.
- Nicaragua.
- Panama.

Inga underarter finns listade i Catalogue of Life.